# Огородніков Віталій Антонович
Віталій Антонович Огородніков (29 травня 1941, місто Рені, Одеська область — 9 листопада 2020, місто Вінниця) — доктор технічних наук, професор, завідувач кафедри опору матеріалів та прикладної механіки Вінницького національного технічного університету, заслужений діяч науки і техніки України, Почесний доктор Донбаської машинобудівної академії, судовий експерт зі спеціальності «обставини ДТП».

## Життєпис
Віталій Антонович Огородніков народився 29 травня 1941 року у місті Рені Одеської області у сім'ї військового. У 1958 році закінчив середню школу № 15 в м. Усть-Кам'яногорську (Казахстан). Упродовж 1960—1965 рр. навчався в Томському Ордену Трудового Червоного Прапора політехнічному інституті  ім. С. М. Кірова за спеціальністю «Технологія машинобудування, металорізальні верстати і інструменти», отримав кваліфікацію інженера-механіка.

### Професійна діяльність
1958 — прийнятий на роботу на посаду токаря по металу на меблеву фабрику в Усть-Кам'яногорську
1965—1971 — працює асистентом на кафедрах опору матеріалів та технології матеріалів ТПІ
1967—1969 — навчання в аспірантурі ТПІ
1969 — захист кандидатської дисертації в Московському автомеханічному інституті та присвоєння вченого ступеня кандидат технічних наук
1971 — прийнятий на роботу до Вінницької філії Київського політехнічного інституту старшим науковим співробітником науково-дослідної частини (НДЧ)
1971—1981 — працює у ВПІ старшим науковим співробітником, а згодом старшим викладачем, доцентом кафедри опору матеріалів
1974 — під керівництвом В. А. Огороднікова створена наукова школа та розвинутий науковий напрямок, присвячений розвитку феноменологічних критеріїв руйнування матеріалів в межах великих пластичних деформацій та застосування їх до вирішення технологічних задач механіки
1977—1982 — обирався депутатом Ленінської районної Ради м. Вінниці
1980 — захист докторської дисертації у Центральному науково-дослідному інституті машинобудування в Москві та присвоєння наукового ступеня доктора технічних наук
1981—1982 — декан інженерно-будівельного факультету ВПІ
1982- по теперішній час — завідувач кафедри опору матеріалів та прикладної механіки Вінницького національного технічного університету
1984 — заступник голови регіонального відділу Науково-методичної Ради Мінвузу СРСР
1984 — монографія В. А. Огороднікова «Оценка деформируемости при обработке давленим» отримала премію Мінвузу УРСР за кращу закінчену наукову роботу
1992 — вийшла монографія міжнародного колективу авторів «Теория ковки и штамповки» (вид-во «Машиностроение»), одна з глав якої написана професором В. А Огородніковим
2001—2020 — заступник директора з наукової роботи ІнТПЗК ВНТУ.

### Звання та нагороди
1970 — нагороджений медаллю «За доблесну працю»
1975 — присвоєно вчене звання доцента кафедри опору матеріалів ВПІ
1980 — нагороджений медаллю «Переможець соціалістичного змагання»
1983 — присвоєно вчене звання професор
1987 — нагороджений медаллю Вінницької обласної виконавчої Ради «Ветеран праці»
2005 — присвоєно звання «Почесний доктор Донбаської державної машинобудівної академії»
2006 — нагороджений Почесною грамотою Вінницької облдержадміністрації та облради за багаторічну сумлінну працю, особистий внесок у розвиток національної освіти
2008 — оголошена Подяка Міністерства освіти та науки України за сумлінну і плідну працю в складі експертної Ради ВАК України з машинознавства і загального машинобудування
2010 — нагороджений нагрудним знаком АПН України «Ушинський К. Д.»
2010 — нагороджений Грамотою з нагоди 50-річчя ВНТУ за значні досягнення в розбудові університету
2011 — нагороджений Грамотою як судовий експерт від Правління Всеукраїнської громадської організації «Союз експертів України» за сприяння розвитку цивілізованого ринку експертних досліджень в Україні
2015 — оголошена Подяка Міністерства освіти та науки України за багаторічну сумлінну працю, вагомий особистий внесок у підготовку висококваліфікованих спеціалістів та плідну науково-педагогічну роботу
2016 — указом Президента України присвоєно Почесне звання «Заслужений діяч науки і техніки України».

## Наукова діяльність
В. А. Огородніков є автором  понад 300 наукових публікацій, серед яких більше 10 монографій, понад 30 навчальних посібників, патенти України та авторські свідоцтва СРСР. Серед них такі відомі монографії:
- «Оценка деформируемости металлов при обработке давлением», яка видана видавництвом «Вища школа» в 1983 р. та визнана кращою закінченою науковою роботою Мінвузу України у 1984 році
- «Деформируемость и разрушение металлов при пластическом формоизменении» (1989 р.).
- В 1992 році в Московському видавництві «Машиностроение» вийшла монографія «Теория ковки и штамповки» авторського колективу, в який увійшли відомі вчені країн СНД, Великої Британії, Канади та Японії. Одна із глав цієї монографії написана професором Огородніковим В. А. і присвячена теорії руйнування металів при пластичній деформації.
- В 1982 році професором Огородніковим В. А. розроблено метод визначення швидкості транспорту в момент удару при його зіткненні з перешкодою по залишкових пошкодженнях. Метод має широке впровадження при проведенні судових автотехнічних експертиз. Основи методу викладені у монографії «Энергия. Деформации. Разрушение. (задачи автотехнических экспертиз)» (2005 р.).

Професор Огородніков В. А. з 2001 року був судовим експертом і мав право проведення судових автотехнічних експертиз за спеціальністю 10.1 — «Дослідження обставин ДТП». Ним проведено понад 150 автотехнічних експертиз.
Професором Огородніковим В. А. створена наукова школа. Науковий напрям — феноменологічні критерії руйнування суцільних, пористих та композиційних матеріалів у межах великих пластичних деформацій та застосування їх до вирішення технологічних задач механіки .
Огородніков В. А. був головою спеціалізованої вченої ради із захисту докторських та кандидатських дисертацій (Д 05.052.03) за спеціальністю 05.03.05 — «Процеси та машини обробки тиском», брав активну участь у системі підготовки кадрів вищої кваліфікації.

## Суспільна діяльність
- Голова  спеціалізованої вченої ради із захисту докторських та кандидатських дисертацій (Д 05.052.03)
- Судовий експерт з обставин ДТП
- Член редакційної колегії журналу «Обработка материалов давлением» (Донбаська державна машинобудівна академія)
- Член редакційної колегії наукових журналів ВНТУ «Вісник Вінницького політехнічного інституту», «Сучасні технології, матеріали і конструкції в будівництві», «Вісник машинобудування та транспорту» та електронного наукового фахового видання «Наукові праці Вінницького національного технічного університету»
- Координатор наукового комітету Міжнародної наукової інтернет-конференції «Теоретичні і практичні проблеми теорії пластичності та обробки металів тиском»
- Член оргкомітету Всеукраїнської науково-технічної конференції «Актуальні проблеми проектування, виготовлення і експлуатації озброєння та військової техніки», регіональних науково-технічних конференцій професорсько-викладацького складу, співробітників та студентів університету з участю працівників науково-дослідних організацій та інженерно-технічних працівників підприємств м. Вінниці та області
- Член оргкомітету  Міжнародної науково-технічної конференції «Теоретичні та практичні  проблеми в обробці матеріалів тиском і якості фахової освіти»

Під науковим керівництвом професора Огороднікова В. А. підготовлено три доктори наук Сивак І. О. (2000 р.), Нахайчук В. Г. (2007 р.), Грушко О. В. (2013 р.) та 17 кандидатів наук. Під впливом наукової школи В. А. Огороднікова підготовлено два доктори наук Матвійчук В. А., Кісельов В. Б.

## Монографії
1. Огородніков В. А. Механіка процесів холодного пластичного деформування вісесиметричних заготовок з глухим отвором: монографія / В. А. Огородніков, І. Ю. Кириця, В. Є. Перлов. — Вінниця: ВНТУ, 2015. — 164 с. — ISBN 978-966-641-217-4.
2. Огородников В. А. Ресурс пластичности металлов при холодном объемном формоизменении: монография / В. А. Огородников, И. А. Деревенько, Л. И. Алиева. — 2016. — 176 с.

## Захоплення
Мисливство, кінологія, література, аматорське бджільництво